# HMS Emerald (D66)
L'HMS Emerald va ser un creuer lleuger de classe Emerald de la Royal Navy. Va ser construït per Armstrong a Newcastle-on-Tyne, amb la quilla posada el 23 de setembre de 1918. Va ser botat el 19 de maig de 1920 i va ser posat en servei el 14 de gener de 1926.

## Història
L'Emerald va salpar cap a les Índies Orientals, 4t Esquadró de Creuers, en posar-se en servei, finalment va tornar a casa el 15 de juliol de 1933. L'1 de març de 1926 va arribar a Gidda i va rebre la visita d'Ibn Saud, que va prendre un te amb el seu capità i va ser obsequiat amb un rellotge del capità i dels oficials de sala. Durant el seu temps a l'Extrem Orient, va participar com a part d'una flotilla de la Royal Navy a l'incident de Nanking, ajudant a protegir els ciutadans britànics i altres internacionals i els interessos empresarials. Després d'una reparació a Chatham, el vaixell es va tornar a posar en servei per a les Índies Orientals el 31 d'agost de 1934, gira que va durar fins al setembre de 1937, en relleu per HMS Liverpool. En tornar a casa, va passar a la reserva.
Recomissionat per al servei de guerra, es va unir al 12è Esquadró de Creuers amb les funcions de la Patrulla del Nord el setembre de 1939. No obstant això, l'aparició dels assaltants alemanys a l'Atlàntic va donar lloc a la seva transferència a Halifax a l'octubre per escortar combois cap a casa, on va romandre el 1940. Durant la primera part de la guerra, fins al maig de 1940, el seu capità va ser el destacat oficial Augustus Agar, VC. El 24 de juny de 1940, l'Emerald va marxar de Greenock amb 58 milions de lliures en or, i va arribar a Halifax l'1 de juliol, on l'or va ser transferit a un tren de la Canadian National Railway per a l'emmagatzematge segur al Canadà fins que l'amenaça de la invasió alemanya d'Anglaterra hagués passat. El seu vaixell germà Enterprise va portar altres 10 milions de lliures per a l'operació Fish.
El 1941, l'Emerald va ser traslladat a l'oceà Índic, on va escortar combois de tropes cap a l'Orient Mitjà i es va mantenir al golf Pèrsic durant les operacions a l'Iraq l'abril de 1941. Després de l'entrada del Japó a la guerra, el desembre de 1941, l'Emerald es va unir a la Flota de l'Est com a part del "Grup Ràpid", i el març de 1942 va ser el vaixell insígnia.
Durant el període del 30 de desembre de 1941 al 13 de gener de 1942, l'HMS Emerald va ser una escorta per al comboi DM 1. A les 10.00 hores del 30 de desembre de 1941, a unes 370 milles a l'est de Mombasa, el comboi WS12ZM (Malàisia) SS Narkunda, MV Aorangi, P&O's MV Sussex, i MS Abbekerk) es destacarèn dels combois WS12ZA (Aden) i WS12ZB (Bombai), i amb l'USS Mount Vernon i l'escorta HMS Emerald formaren el comboi DM 1 (Durban Malaya). El comboi DM 1 arriba a 'Port T' - Addu Atoll a les Maldives a les 10:00 el 4 de gener de 1942. L'11 de gener de 1942, el comboi passà per l'estret de la Sonda. El 12 de gener de 1942, el comboi passà per l'estret de Bangka. El 13 de gener de 1942, el comboi DM 1 arriba a Singapur
A l'agost de 1942, el vaixell va tornar a casa per a la seva reparació a Portsmouth, i no va tornar al servei fins a principis d'abril de 1943.
Es va reunir de nou a la Flota de l'Est, 4t Esquadró de Creuers, per a les tasques d'escorta, després va tornar a casa una vegada més per a la invasió de Normandia, quan va servir amb la Força "K" en suport de Gold Beach. Al gener de 1945, l'Emerald s'havia unit a la flota de reserva i, el 1947, es va destinar a proves d'objectius de vaixells. Com a resultat d'aquests assaigs, el vaixell va naufragar a Kames Bay, Rothesay, el 24 d'octubre, i no va ser reflotat fins al 9 de juny de 1948, després del qual va ser atracat, examinat i lliurat a BISCO el 23 de juny de 1948 per ser reduït a ferralla. Va ser desballestat a Arnott Young (Troon, Scotland) on va arribar el 5 de juliol de 1948.